# Хоен Фихелн
Хоен Фихелн (њем. Hohen Viecheln) општина је у њемачкој савезној држави Мекленбург-Западна Померанија. Једно је од 91 општинског средишта округа Нордвестмекленбург. Према процјени из 2010. у општини је живјело 666 становника. Посједује регионалну шифру (AGS) 13058047.

## Географски и демографски подаци
Хоен Фихелн се налази у савезној држави Мекленбург-Западна Померанија у округу Нордвестмекленбург. Општина се налази на надморској висини од 36 метара. Површина општине износи 19,0 km². У самом мјесту је, према процјени из 2010. године, живјело 666 становника. Просјечна густина становништва износи 35 становника/km².